# 美術科教員養成課程をもつ大学の一覧
美術科教員養成課程をもつ大学の一覧（びじゅつかきょういんようせいかていをもつだいがくのいちらん）は、国公立大学の教育学部教員養成課程で美術科の課程がある大学の一覧。

## 教育系大学
- 北海道教育大学
- 宮城教育大学
- 東京学芸大学
- 文教大学
- 上越教育大学
- 愛知教育大学
- 京都教育大学
- 大阪教育大学
- 兵庫教育大学
- 奈良教育大学
- 鳴門教育大学
- 福岡教育大学

## 教員養成課程の大学
- 弘前大学
- 岩手大学
- 秋田大学
- 福島大学
- 山形大学

- 茨城大学
- 宇都宮大学
- 群馬大学
- 埼玉大学
- 千葉大学
- 横浜国立大学
- お茶の水女子大学

- 山梨大学
- 新潟大学
- 金沢大学
- 静岡大学
- 岐阜大学
- 信州大学
- 福井大学
- 富山大学

- 神戸大学　発達科学部
- 滋賀大学
- 三重大学
- 和歌山大学

- 岡山大学　教育学部
- 香川大学
- 徳島大学
- 愛媛大学
- 高知大学
- 島根大学
- 山口大学

- 九州大学　教育学部
- 佐賀大学　文化教育学部
- 大分大学
- 鹿児島大学
- 熊本大学
- 宮崎大学
- 琉球大学